# Radoslav Bečejac
Radoslav Bečejac (srbsko Радослав Бечејац), srbski nogometaš, * 21. december 1941, Žitište, Kraljevina Jugoslavija.
Bečejac je večji del kariere igral v jugoslovanski ligi za klube Proleter Zrenjanin, Partizan in Olimpija. S Partizanom, za katerega je med letoma 1964 in 1967 odigral 93 prvenstvenih tekem in dosegel 21 golov, je nastopil v finalu Pokala državnih prvakov proti Real Madridu. Leta 1967 je prestopil v Olimpijo za do tedaj rekordnih takratnih 65 milijonov dinarjev. Za Olimpijo je v prvi jugoslovanski ligi do leta 1973 odigral 109 prvenstvih tekem in dosegel šestnajst golov. Ob koncu kariere je igral za Independiente Santa Fe v kolumbijski ligi.
Za jugoslovansko reprezentanco je med letoma 1965 in 1970 odigral dvanajst uradnih tekem.